# Chabwa
 (avril 2022).
La mise en forme du texte ne suit pas les recommandations de Wikipédia : il faut le « wikifier ».
Les points d'amélioration suivants sont les cas les plus fréquents :
- Les titres sont pré-formatés par le logiciel. Ils ne sont ni en capitales, ni en gras.
- Le texte ne doit pas être écrit en capitales (les noms de famille non plus), ni en gras, ni en italique, ni en « petit »…
- Le gras n'est utilisé que pour surligner le titre de l'article dans l'introduction, une seule fois.
- L'italique est rarement utilisé : mots en langue étrangère, titres d'œuvres, noms de bateaux, etc.
- Les citations ne sont pas en italique mais en corps de texte normal. Elles sont entourées par des guillemets français : « et ».
- Les listes à puces sont à éviter, des paragraphes rédigés étant largement préférés. Les tableaux sont à réserver à la présentation de données structurées (résultats, etc.).
- Les appels de note de bas de page (petits chiffres en exposant, introduits par l'outil «  Source ») sont à placer entre la fin de phrase et le point final[comme ça].
- Les liens internes (vers d'autres articles de Wikipédia) sont à choisir avec parcimonie. Créez des liens vers des articles approfondissant le sujet. Les termes génériques sans rapport avec le sujet sont à éviter, ainsi que les répétitions de liens vers un même terme.
- Les liens externes sont à placer uniquement dans une section « Liens externes », à la fin de l'article. Ces liens sont à choisir avec parcimonie suivant les règles définies. Si un lien sert de source à l'article, son insertion dans le texte est à faire par les notes de bas de page.
- La présentation des références doit suivre les conventions bibliographiques. Il est recommandé d'utiliser les modèles {{Ouvrage}}, {{Chapitre}}, {{Article}}, {{Lien web}} et/ou {{Bibliographie}}. Le mode d'édition visuel peut mettre en forme automatiquement les références.
- Insérer une infobox (cadre d'informations à droite) n'est pas obligatoire pour parachever la mise en page.

Pour une aide détaillée, merci de consulter Aide:Wikification.
Si vous pensez que ces points ont été résolus, vous pouvez retirer ce bandeau et améliorer la mise en forme d'un autre article.
Chabwa (ou Shabwa) était l'ancienne capitale de la région du Hadramaout, située à 30 km à l'est de la vallée du Wadi Hadramaout et à la limite du désert.
L'ancienne Sabota, selon Pline, a été une étape essentielle de la route de l'encens, entre Méditerranée orientale et Égypte, et les étapes de Tamna, Ma'rib, Yathil (Barâqish) et Ma'în.
Shabwa se situe à l’extrémité occidentale du plateau du Hadramaout, à l’Est du Yémen. Le Hadramaout désigne, dans son sens étroit, la vallée qui s’étend parallèlement à la côte méridionale de la péninsule Arabe, approximativement de 48° à 51° de longitude Est, et dans son sens le plus large, une étendue beaucoup plus vaste comprenant des hauts plateaux calcaire d’une altitude moyenne de 1 300 m, entaillée des profonds canyons des rivières affluentes.
Shabwa, située à 15°22 de latitude Nord, est avec Mâ’rib (Marib) (capitale du royaume de Saba’) et Tamna’ (capitale du royaume de Qataban)  l’une des métropoles antiques les plus méridionales du Moyen-Orient.

## Les sources

### Les sources classiques
Dès le IVe siècle av. J.-C., les historiens grecs connaissaient l’existence du Hadramaout.
Théophraste le mentionne dans son Historia Plantarum parmi les régions qui produisent encens : « L’encens, la myrrhe, le cassia, le cinnamome se trouvent dans la péninsule Arabique, du côté de Saba, de l’Hadramaout, de Kitibaina et de Mamali. Les arbres à encens et à myrrhe poussent en partie dans les montagnes, en partie dans les exploitations privées situées à la base du piémont; par conséquent, les uns sont cultivés, les autres non". »
L’astronome et géographe Eratosthène raconte, dans son ouvrage en trois volumes, Géographie, que les Chatramotites, habitants à l’Est des Cattabaniens, ont pour capitale Sabata (Shabwa) (cité par Strabon, XVI, 4, 2).
Strabon citant Eratosthène, ajoute : "Toutes ces villes d’Arabie ont leur propre monarque, elles sont prospères, riches en temples et palais royaux ; leurs maisons ressemblent à celles d’Egypte à leur façon d’assembler les pièces de bois". (Strabon, XVI, 4, 2 et 3).
Pline l’Ancien mentionne " un district (qui) appartient aux Atramites dont la capitale est Sabota renferment en son enceinte soixante temples" (Pline, Histoire Naturelle, VI, 155). " A peu près au centre du pays, sont les Atramites, tribus des Sabéens, dont la capitale, Sabota, est bâtie sur une haute montagne, à huit étapes de la région thurifère appelée Sariba…" (Pline, H.N., XII, 52). Il ajoute "l’encens récolté est transporté à dos de chameau à Sabota, où une seule porte lui est ouverte. Prendre une autre porte est un crime que les rois ont puni de mort. Là, les prêtres prélèvent au profit du dieu qu’on appelle Sabis une dîme non à la pesée, mais au volume ; et il n’est pas permis d’en vendre auparavant. Cette dîme sert à couvrir les dépenses publiques ; car le dieu nourrit généreusement ses hôtes pendant un certain nombre de jours. On ne peut l’exporter que par le pays des Gebbanites ; aussi paye- t- on tribut également à leu roi".
Enfin, au Ier siècle, le Périple de la mer Erythrée, mentionne Shabwa dans les termes suivants « Au-dessus d’elle (de Cané ou Qanî’), à l’intérieur des terres, se trouve la métropole de Sabautha, où réside le roi. Tout l’encens qui pousse dans le pays est porté comme dans un entrepôt par des chameaux …en outre pour le roi, de l’argenterie repoussée et des vases d’or, des chevaux, des statues et des vêtements exceptionnellement fins ».

### Les sources en langue sudarabique
Les habitants d’Arabie du Sud utilisaient dans l’Antiquité des langues dites sudarabiques, décomposées en sabéen, qatabanite, hadramoutique, minéen, etc. mais rédigeaient leurs inscriptions dans le même alphabet déchiffré au XIXe siècle.
Près de 90 inscriptions en langue sudarabique ont été découvertes à Shabwa par les visiteurs, archéologues et épigraphistes.
Les plus anciennes, remontant sans doute aux environs du VIIIe siècle av. J.-C. mentionnent un souverain qui exploite une carrière pour édifier sa maison. Il faut aussi compter des fragments de dédicaces à la divinité sabéenne, Almaqah, ce qui pourrait indiquer une domination ancienne de Saba’ sur le Hadramaout.
La plupart des inscriptions concernent toutefois l’édification et les réparations du puissant système défensif, elles s’échelonnent entre le< VIe  et le IIe siècle av. J.-C.. D’autres rapportent l’édification d’une maison par des d’habitants aisés, commerçants ou grands propriétaires fonciers, tels Rafa’an, fils de Shafsy dans le texte S/77/Mahdi).
D’autres dédicaces, fragmentaires, mentionnent les divinités suivantes : Dhât-Himyâm, Hawbas,…l’une fait état de la " construction du sanctuaire de Dhât-Zahran" et on pourrait probablement ajouter un temple à l’une des divinités palmyréniennes.
Mais le dieu suprême en Hadramaout est Siyân (ou Sayyîn), dénommé par les Romains Sabis. Son nom apparaît sur de nombreuses tablettes de bronze, indiquant des offrandes à l’occasion des pèlerinages accompagnés de banquets rituels d’où son appellation Siyân dhû-‘Alîm, le dieu des banquets, selon certaines interprétations et données archéologiques. Malgré les recherches, son sanctuaire à Shabwa n’a pu être toutefois définitivement localisé.
À une dizaine de kilomètres à l’ouest de Shabwa, se dresse le rocher d’al-Uqlah, un sanctuaire isolé, souvent utilisé par les souverains pour leur intronisation. Surmonté par un bassin rectangulaire, les flancs de ce rocher sont gravés d’une centaine d’inscriptions. Il s’agit principalement de mentions de personnages ayant accompagné leur souverain, et de chasses rituelles à ces occasions. L’investiture la mieux documentée est celle du souverain Ili’azz Yalut vers 217-218 en présence d’Indiens, de Chaldéens, de Palmyréniens, etc. Ces textes ont été successivement étudiés par H. St. J. Philby (en 1939), A. Jamme (en 1963)  et J. Pirenne (en 1990).
Toutes ces inscriptions ne permettent guère de cerner la nature de l’Etat du Hadramaout, le pouvoir de ses rois et son évolution, les structures administratives, les armées, etc. Elles ne précisent pas non plus l’organisation du commerce des aromates, les modes de taxations et les bénéfices.

## Le site et la ville

### Un triangle de hautes collines
En descendant le cours du wâdî ‘Irmâ, vers le nord-ouest, le site, à une altitude moyenne de 700 mètres, se présente de la façon suivante : une pointe d’alluvions naturelles, adossée à la colline d’al-Hajar, sépare le wâdî en deux branches, à l’est le wâdî Mihbâd et à l’ouest le wâdî Mish’ar. Ce dernier forme un coude devant al-Midân, une basse étendue sableuse entre les villages d’al-Hajar et d’al-Mathnâ, puis déborde l’arête d’al-'Aqab, pour irriguer ensuite des vastes champs en direction du nord-ouest.
Les collines qui forment le site proprement dit dessinent un vaste triangle de 900 m de côté et de 550 m à la base. L’arête rocheuse d’al-‘Aqab marque la limite septentrionale de la ville antique. Le côté occidental du triangle est formé de hautes collines culminant à 747 m d’altitude ; au Nord et Nord-Est du site, l’ensemble de hauteurs de Qarât al-Firân ferment le site. Enfin, à l’Est, la colline d’al-Hajar, culminant à 720 m, comporte une citadelle, désormais en partie occultées par le village du même nom, associée à une longue muraille. La grande dépression centrale, dénommée al-Sabkha, située à moins de 700 m d’altitude, est ainsi nommée en raison de ses multiples mines de sel (halite), tantôt souterraines, tantôt à ciel ouvert.

### Un double système défensif
La ville a utilisé tous ces éléments naturels pour y développer, à des époques successives, un système défensif long au total de 4 200 m. Toutes les collines qui ferment le site à l’Ouest, au Nord et à l’Est, sont couronnées d’un long rempart continu, muni de décrochements réguliers, et monté en un blocage de galets. La zone basse occidentale de la ville est défendue par un rempart continu, montrant une succession assez régulière de tours et de courtines, qui se rattache, à l’Est, à la citadelle d’al-Hajar. Tout ce complexe défensif est muni de dix portes, six dans la muraille intérieure et quatre dans les lignes extérieures.

### L’exploration du site
L’un des premiers explorateurs à avoir atteint Shabwa est Hans Hellfritz qui, en 1935, passa quelques heures sur le site avant d’en être chassé.
On doit surtout à H. St. John Philby, une première description complète du site, la découverte d’une dizaine d’inscriptions, et l’étude des textes du sanctuaire d’al-Uqla, consignées dans son ouvrage.
Alors sous mandat britannique, le Major Hamilton, en mission de pacification, eut l’autorisation de mener la fouille partielle de l’un des monuments de la ville. L’édifice comprenant quelques pièces fut alors interprété comme une tombe, et la ville de Shabwa comme une vaste nécropole. Mais, lors de sa communication d’avril 1942, Sir L. Woolley suggéra qu’il s’agissait là d’un édifice au puissant soubassement de pierre surmonté de plusieurs étages, à l’instar des maisons-tours du Hadramaout.
Shabwa et sa région furent, en raison des guerres d’indépendance et des conflits frontaliers, difficile d’accès jusqu’en 1970. En 1972 le Ministère de la Culture de la République Démocratique et Populaire du Yémen proposa à la France d’y entreprendre des recherches. La mission archéologique française de Shabwa ouvrit, sous la direction de J. Pirenne et de J. Deshayes, la première fouille en décembre 1974. En 1978, Jean-François Breton reprit la direction de la mission, et des fouilles furent menées à intervalles irréguliers jusqu’en 2002.

## Quelques traits de l'histoire de Shabwa

### Paléolithique et néolithique dans la région de Shabwa
Une industrie en silex a été découverte sur les plateaux aux alentours de Shabwa, caractérisée par des associations de bifaces et de débitage Levallois du "paléolithique ancien". Sur quelques sites au bord des wâdîs et des voies de circulation, des silex taillés dominés par des pièces bifaciales, sont souvent associés à des fragments d’os et des foyers datés pour l’un de 4 800 +/ - 400 ans B.P. et pour l’autre de 5 330 + / - 70 ans B.P. En outre, une dizaine de concentrations plus ou moins denses d’industrie lithique ont été repérées à l’entrée des wâdîs et au pied des promontoires rocheux. Dans plusieurs cas, des pierres brulées étaient associées à des pièces à retouches bifaciales constituant l’élément constant de tous ces gisements.
Cette région était occupée par des populations de chasseurs autour de 4 000 ans avant notre ère; et, en outre, l’obsidienne, bien que très faiblement représentée, indique des rapports avec les régions voisines.

### Aux origines de la ville
Dès ses débuts, la Mission archéologique française ayant pour objectif de fixer les limites chronologiques de la ville, et concentra ses efforts sur le tell adossé à l’arête rocheuse d’al-‘Aqab.
Un premier sondage permit d’établir une séquence chronologique comprise entre le début du second millénaire avant et la première moitié du premier millénaire, mais, en raison d’une topographie bouleversée par une mine de sel, les premiers niveaux n’ont fourni du matériel qu’en trop faible quantité pour être significatif.
Un second sondage, ouvert en 2000, sur le flanc méridional de l'arête d'al-'Aqab, mit en valeur des niveaux d’occupation datés des XIVe – XIIe siècles av. J.-C.. Les structures les plus anciennes reconnues (dates : 1410-1200 BC calibrées) comprennent des murs en brique crue chaînés, un espace ouvert de stockage de briques crues et une pièce d'habitation marquée par une activité domestique. Dès cette époque les constructions très denses montrent une orientation générale dans ce secteur selon un axe sud-est/nord-ouest. On pourrait donc affirmer que la " ville" de Shabwa nait vers le milieu du second millénaire av. J.-C. et serait alors antérieure au développement du commerce caravanier en Hadramaout attesté vers le IXe siècle av. J.-C., comme Tamna en Qatabân.

### La mise en place d’une oasis
Depuis des millénaires, les paysans d’Arabie du Sud savent utiliser la force des crues de printemps ou d’été pour les détourner vers des surfaces préparées où se déposent les particules les plus fines, les limons nourriciers. A Shabwa, des déflecteurs et des seuils empierrés, loin en amont dans le lit du wâdî ‘Irmâ, permettent - lors d’une première phase difficile à dater- de diriger selon une gestion très précise les crues dans des canaux principaux installés de part et d’autre du site de la ville. Puis l’eau est conduite par des répartiteurs installés à intervalles réguliers vers des périmètres de champs, situés à des kilomètres en amont. L’oasis finit par atteindre une superficie d’environ 1500 hectares. Malgré l’absence de textes, on peut supposer deux types d’organisation humaine : une propriété privée des champs et l’existence d’un système foncier et juridique de régularisation des débits sous la direction d’un "maître des eaux".
Toutefois le limon déposé à chaque crue finit par exhausser le niveau des champs, à raison de 0, 7 cm par an, soit 0,7 m par siècle, selon un calcul très approximatif. La première solution consiste à remonter les prises d’eau en amont et à curer les canaux ; à Shabwa, au début du IIIe siècle apr. J.-C., le roi Ili’azz Yalut, fait ainsi édifier une importante vanne inscrite à la tête d’un nouveau canal. Les solutions ultimes consistent à rehausser le niveau des aqueducs et à recreuser les champs, travail remarquable certes mais signe avant-coureur d’un déclin à partir du Ve siècle.
Outre ses richesses agricoles, Shabwa peut aussi compter sur ses diverses pierres de construction dont les carrières se trouvent à proximité (l’une porte un texte du VIIe siècle av. J.-C. environ), ses mines de fer d’al-Harash et nombreuses mines de sel. Les forêts voisines d'acacias et de jujubiers fournissent en outre un abondant bois de construction pour les superstructures des édifices, la fouille du palais royal en a notamment fourni de nombreux exemplaires, près de 200 poutres dans ses niveaux successifs d'incendies des premiers siècles de notre ère.

### L’émergence du royaume
La chronologie royaume du Hadramaout est un problème compliqué en l’absence d’inscriptions historiques ou administratives. Les plus anciennes remonteraient aux environs du VIIe siècle av. J.-C., attestant une présence de Sabéens honorant leurs divinités Almaqah et Hawbas. Les Hadramis utilisent, eux, la langue hadramaoutique, proche du sabéen et du qatabanite. Quelques textes ainsi que du matériel céramique rapportent en outre l’édification de remparts et de maisons dès cette époque.
La fortune de Shabwa vient en partie de sa situation géographique. Flanquant les abords occidentaux du wâdî Hadramaout, la ville est en relation avec ses affluents par diverses passes aménagées, et s’ouvrant sur le Ramlat as-Sab’atayn, contrôle les routes menant vers Ma'rib (Marib), puis au nord-ouest vers le wâdî Jawf et de là vers l’Arabie du Nord-Ouest, Najran, Hegra (Mada’in Saleh) et Petra. L’importance de Shabwa, comme entrepôt des aromates, croît dans toute la zone. Des familles de marchands commercent en Orient méditerranéen, principalement à Alexandrie et à Gaza, où ils trouvent parfois leurs épouses.

### L’apogée du Hadramawt auIIIesiècleet sa fin
L’apogée du Hadramaout se situe aux trois premiers siècles : vers l’Ouest il s’étend dans la région de Tamna, la capitale du puissant royaume de Qataban au Ier siècle. Vers l’Est, alors que les villes du Hadramaout central déclinent peu à peu, des habitants de Shabwa s’installent dès le Ier siècle av. J.-C. sur l’Océan Indien à Sumhurân (l’actuelle Khor Rûrî) dans une région productrice d’encens. Au Sud, le royaume dispose des points fortifiés de Mayfa’at et d’al-Binâ ’ pour s’assurer les accès au port de Qanî, où il se dote d’une flotte. Plus loin encore, à 400 km au sud, il conquiert l’île de Suqutra (Socotra) ; le Hadramaout s’oriente ainsi vers les voies maritimes au détriment des routes caravanières.
La prise de Shabwa par les Sabéens vers 225-230, relatée par une longue inscription de Ma'rib, marque un coup d’arrêt à sa prospérité, mais la ville survit encore jusqu’au Ve s. Quelques textes himyarites font mention de la présence d’une garnison en ville, et de la divinité Rahmân vers le IVe siècle, marquant la fin ou du moins du déclin du polythéisme. La ville décline lentement et les géographes arabes ne mentionnent plus qu’un établissement sans importance. L’historien al-Hasan al-Hamdânî  rapporte, au IXe siècle, que les habitants de Shabwa auraient émigré vers la ville de Shibâm, au cœur de la vallée du Hadramaout, mais il mentionne encore cette ville comme l’un des points fortifiés du Hadramaout.

## Architecture

### Des maisons-tours
Les fouilles ont permis de déterminer avec précision le type de grandes maisons : de puissants soubassements, hauts de 2 à 4 m, de 10 à 12 m de côté, aux murs intérieurs liaisonnés à l'orthogonale, déterminant des caissons bourrés de matériaux divers (terre, brique crue, etc.). La trame régulière du socle sert de fondation à des superstructures faites d'une ossature de bois et d'un remplissage de brique dont la disposition reproduit celle du soubassement. Tous ces socles comportent les traces d'un escalier qui impliquent l'existence d'au moins un étage, et peut-être trois dans le cas du "château royal".
Les inscriptions du site ne sont pas d'un grand secours puisqu'aucune ne fait mention des élévations. Il faut alors faire appel à d'autres dédicaces, celles de Tamna' par exemple, qui décrivent certaines pièces ou parties de bâtiments : des boiseries, des "salles de réception", des "pièces supérieures", des " galeries ", etc. Mais ce sont surtout les dédicaces de construction des hauts-plateaux du Yémen à l'époque himyarite (Ier – Ve siècles) qui permettent le mieux de restituer l'aspect de ces maisons- tours. On peut se référer aussi à quelques représentations artistiques, une fresque sur un panneau à Qaryat al-Faw (en Arabie saoudite, au Nord-Est de Shabwa) ou un relief incisé à Garf al-Yâhudî, dans la région du Khawlân.
Ces maisons-tours servent avant tout de résidence à des personnages aisés, membres des lignages et familles régnantes. Elles supposent des moyens financiers appropriés, destinés à se procurer les matériaux, à les extraire et les mettre en œuvre. À Shabwa les quelque 200 maisons tardives- visibles en surface- permettent une estimation, certes approximative, du nombre de ces familles aisées.
Ces maisons-tours ont enfin un aspect massif. Leur fonction défensive tient à leur hauteur, à leur rez-de-chaussée aveugle, à la rareté des fenêtres et au rôle des terrasses supérieures, mais leur vulnérabilité tient à leurs boiseries.

### Le palais royal
L’édifice principal de la ville, le palais, situé contre la porte nord-ouest, a fait l’objet d’un certain nombre de campagnes de fouille, d’abord sous la direction de Roland Besenval puis de Jean-François Breton à compter de 1980.
Dès l'origine, cet édifice se compose de deux bâtiments principaux, dénommés A et B, construits autour d'une cour. Le bâtiment A se dresse au sud de celle-ci, et le B, au nord, en forme de U encadre une cour centrale. Celle-ci établie au sommet d'une vaste terrasse artificielle dominant la rue principale de près de 5 m, s'ouvre sur l'extérieur au moins par deux passages étroits situés entre les édifices A et B.

#### Un ensemble stratégique
Ce grand édifice se situe à peu près au centre de la ligne défensive septentrionale. Longue de 450 m au total, elle est percée d’une seule porte monumentale (no 3) et d’une porte secondaire (no 2). Venant du nord, de la dépression centrale d’as-Sabkha où sont creusées les deux mines de sel actuelles, la porte no 3 ouvre sur l’axe principal de la ville orienté nord-ouest/ sud-est). C’est contre cette porte que s’élève le palais. Du côté nord, la face septentrionale du bâtiment à cour centrale (dit bâtiment B) domine la porte avec son dispositif en U et, au nord-ouest, le bâtiment annexe (dit C) surplombe la tour d’angle no 32 et sa courtine.
Si l’on examine les dimensions du palais et de ses annexes, soit 46,50 m (est-ouest, hors-tout, en incluant les édifices A, B et C) sur 61,40 m environ (nord-sud, hors-tout), leur superficie couvrirait environ 2855 m2. Plus précisément, le bâtiment A mesure 22,90 m (au maximum du côté ouest) sur 19,80 m soit une superficie de 450 m2 environ ; le bâtiment B 32,5 m sur 38,5 m soit 1251 m2 environ et enfin le bâtiment C 11,90 m sur 5 m, soit 60 m2. C’est l’ensemble le plus monumental de la ville.

#### Le palais et les inscriptions
L’édifice n’a livré que peu d’inscriptions, et en tout cas aucune dédicace de construction au nom de Shaqar, le palais des rois du Hadramaout.
Le principal texte pour l’identification du palais reste l’inscription al-Iryânî 13 de Mârib qui, relate en détail la prise du palais par un contingent des armées sabéennes sous la conduite de Fari’ Ahsan vers 225-230 ap. J.-C. Celui-ci remercie le dieu d’avoir pu pénétrer : "dans le château (de) Shaqar, château de Il’azz Yalût roi de Hadramaout, et (dans) la ville (de) Shabwa, comme lui avait ordonné et l’en avait chargé son seigneur Sha’r Awtar… d’occuper ce château (de) Shaqar et de protéger leur maîtresse MLKLK, reine de Hadramaout (sœur de leur seigneur Sha’r Awtar…)".
La lecture de cette inscription permet -sous toutes réserves- de formuler les hypothèses suivantes. Un petit contingent de soldats sabéens tente par surprise de s’emparer du château, et après avoir pénétré dans la cour, se retrouve bloqué à la merci, pendant treize jours, des défenseurs de la maison-tour centrale (Bâtiment A). Délivré par le roi sabéen Sha’r Awtar, le château est finalement pris d’assaut, le roi du Hadramaout fait prisonnier, le château pillé puis incendié. Cette identification littéraire du palais Shaqar demeure certes une hypothèse mais aucun autre bâtiment de Shabwa ne présente une configuration similaire.

#### Des monnaies au nom de Shaqar
Les monnaies, retrouvées en petit nombre, n’ont pu être souvent identifiées car très corrodées par le sel. Tous ces types comportent le nom de Shaqar, celui du palais royal. Certaines pièces sont associées à Siyân et comportent la double mention de Siyân et de Shaqar avec un taureau vu de profil. Ce monnayage de Shaqar atteste le prestige du palais en Hadramaout jusqu’à Khor Rori (actuellement en Oman) dès le Ier siècle apr. J.-C..

#### Un décor tardif somptueux
Aucun autre édifice de Shabwa et –sous toutes réserves- aucun édifice majeur sudarabique, ne montre une telle variété de décors tant sculptés que peints.
Il faudrait tout d’abord signaler la qualité remarquable de la construction du bâtiment A. La plupart des blocs sont décorés d’une taille fine pointée relevée de ciselures périmétriques en général polies. Ce travail de grande qualité a nécessité l’intervention de plusieurs équipes pendant de longues périodes. Il s’agit là d’un travail onéreux réservé à un bâtiment de prestige. Dans son premier état, le bâtiment B, en forme de U, délimitait une cour centrale avec un édifice rectangulaire en son centre. Dans un état ultérieur, ce bâtiment est rehaussé d’un étage. Au rez-de-chaussée, les panneaux délimités par les ossatures de bois sont ornés de peintures représentant des personnages et des animaux. Au premier étage, une galerie fait le tour des trois ailes de l’édifice; ses ouvertures donnant sur la cour sont partagées en leur centre par des meneaux de pierre et des chapiteaux d’une grande richesse décorative qu’aucun édifice civil de Shabwa n’a jamais égalé.
L’accès monumental situé à l’est comporte un escalier encadré d’une série de banquettes latérales, et tout autour, de nombreux blocs et dalles supportaient des statues et des appliques de bronze. Cet ensemble théâtralisé par sa décoration devait servir tant d’accès que de lieu de réception.

#### Produits de luxe
La fouille a livré un certain nombre de pièces de grande qualité et de finesse d’exécution. Des statues de bronze tout d’abord, même fragmentaires, témoignant d’un décor de personnages (cavaliers, archers, etc.) et d’animaux (lions, chevaux ou griffons). Aucun autre édifice de la ville, à l’exception du grand monument situé au sud de la grande rue, n’offre un tel ensemble décoratif. Considérons ensuite le mobilier, un coffret d’ivoire daté des IVe – Ve siècles, probablement l’œuvre d’artistes locaux travaillant un matériau importé, une main en ivoire, etc. Les verres mosaïqués, peints ou colorés attestent d’importations régulières de Méditerranée orientale et plus particulièrement d’Egypte. La céramique du palais, sigillée italique ou claire, amphores, etc., suppose, elle, un vaste horizon d’importations de Méditerranée orientale, de la mer d’Egée et d’Afrique du Nord).
En résumé, le palais témoigne, du moins aux premiers siècles de notre ère, de l’étendue des relations commerciales et artistiques des souverains du Hadramaout, et d’un art de cour, sans doute similaire à celui des autres résidences royales à Saba’ ou à Qataban.

## Le site aujourd’hui
Shabwa et ses environs ont toujours constitué un point litigieux entre l’Arabie saoudite et le Yémen, le Hadramaout et le « Eastern Protectorate » sous influence britannique. C’est l’une des raisons pour laquelle St. John Philby, chargé de reconnaître les frontières du royaume saoudien vers 1936, avait passé tant de temps à Shabwa et dans sa région.
En 1967, dans la nouvelle division administrative de la République Populaire du Yémen, à la suite de son indépendance, la ville est intégrée dans un gouvernorat (Muhâfaza) qui porte alors le nom de Shabwa et dont la capitale est ‘Ataq.
De nos jours, le site de Shabwa se présente ainsi. Trois villages se sont installés sur les ruines, le premier, al-Hajar, occupe la colline du même nom, Mathnâ s’étend sur la partie centrale et al-Mîwân le secteur occidental.
Ces trois villages, occupés chacun par des fractions de tribus, se regroupent autour d’une petite mosquée. La tribu des al-Burayk s’était installée à al-Hajar ; celle d’al-Rabih et sa fraction al-Ibrahim dans la zone d’al- Mathnâ. Les autres fractions d’al-Rabih sont les al-Omar, présente dans la région de Bayhân, et les al-Muwabbi et les al-Khamis, installées dans le Wâdî Markha, au Sud-Ouest de Shabwa.
Dans un effort de fixer des populations semi-nomades, le gouvernement de la République Populaire du Yémen ouvrit une école scolarisant une trentaine d’enfants, et un dispensaire à Irmâ. Le village de Mathnâ comptait alors une épicerie, un moulin, une forge, et exploitait les mines de sel d’al-Sabkha. Chaque mois une caravane chargeait les sacs de sel vers les villes du Hadramaout, Say’ûn, Tarîm, etc. Les quelques puits dans le lit du wâdî Mish’ar suffisaient alors à la population qui cultivait de petits champs autour du site.
Vers 1990, les habitants quittent peu à peu le site de Shabwa, certains en émigrant vers l’Arabie saoudite, d’autres en édifiant des maisons dans la plaine. L’exploitation du sel continue, exporté cette fois par camion dans les régions voisines.
En 2002, la Mission archéologique française entreprit de clôturer les monuments les plus significatifs, déposa le matériel au musée d’Ataq, et en entreprit le catalogue général.

## Galerie

Shabwa
Carte
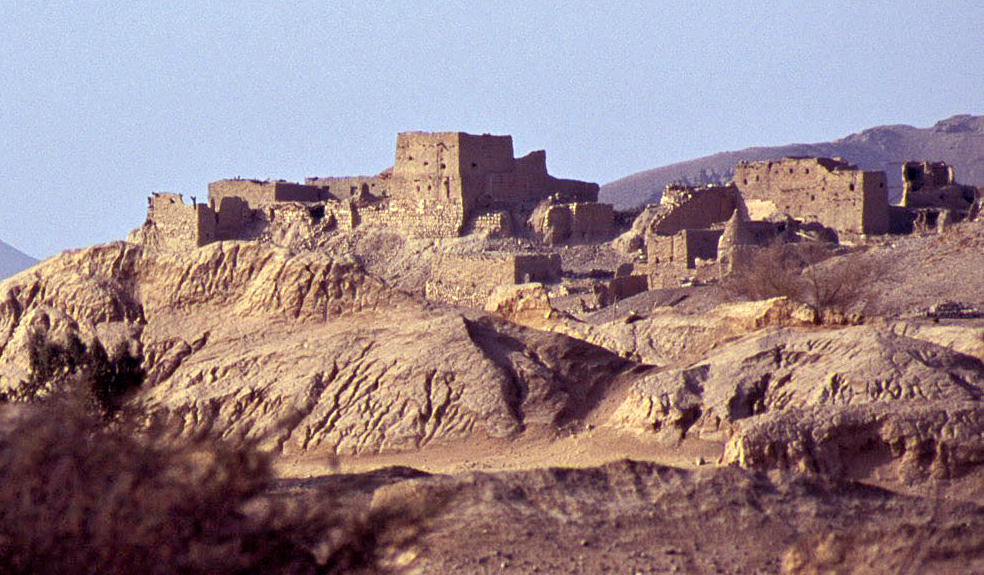
Ruines de la ville
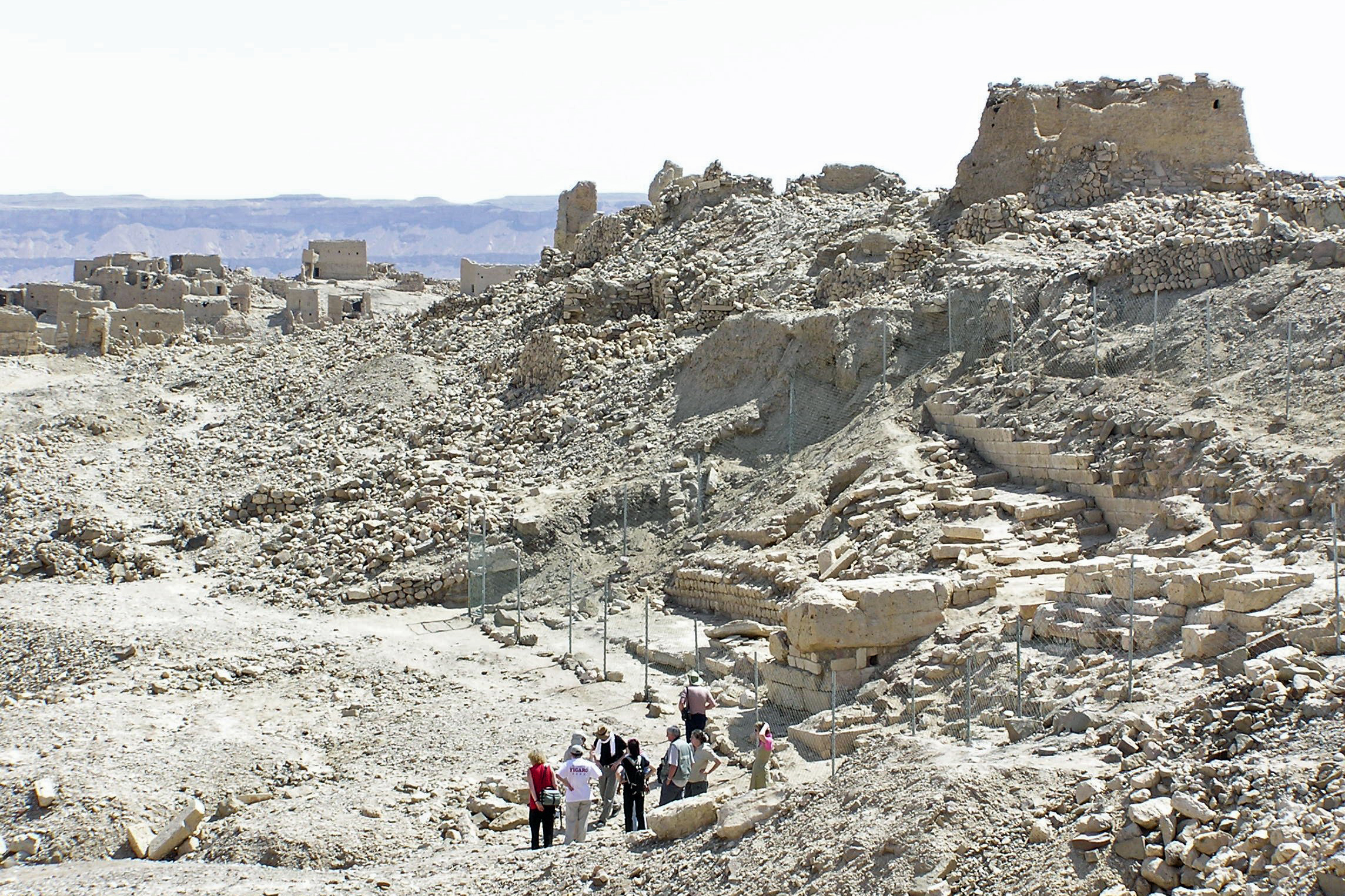
Site archéologique
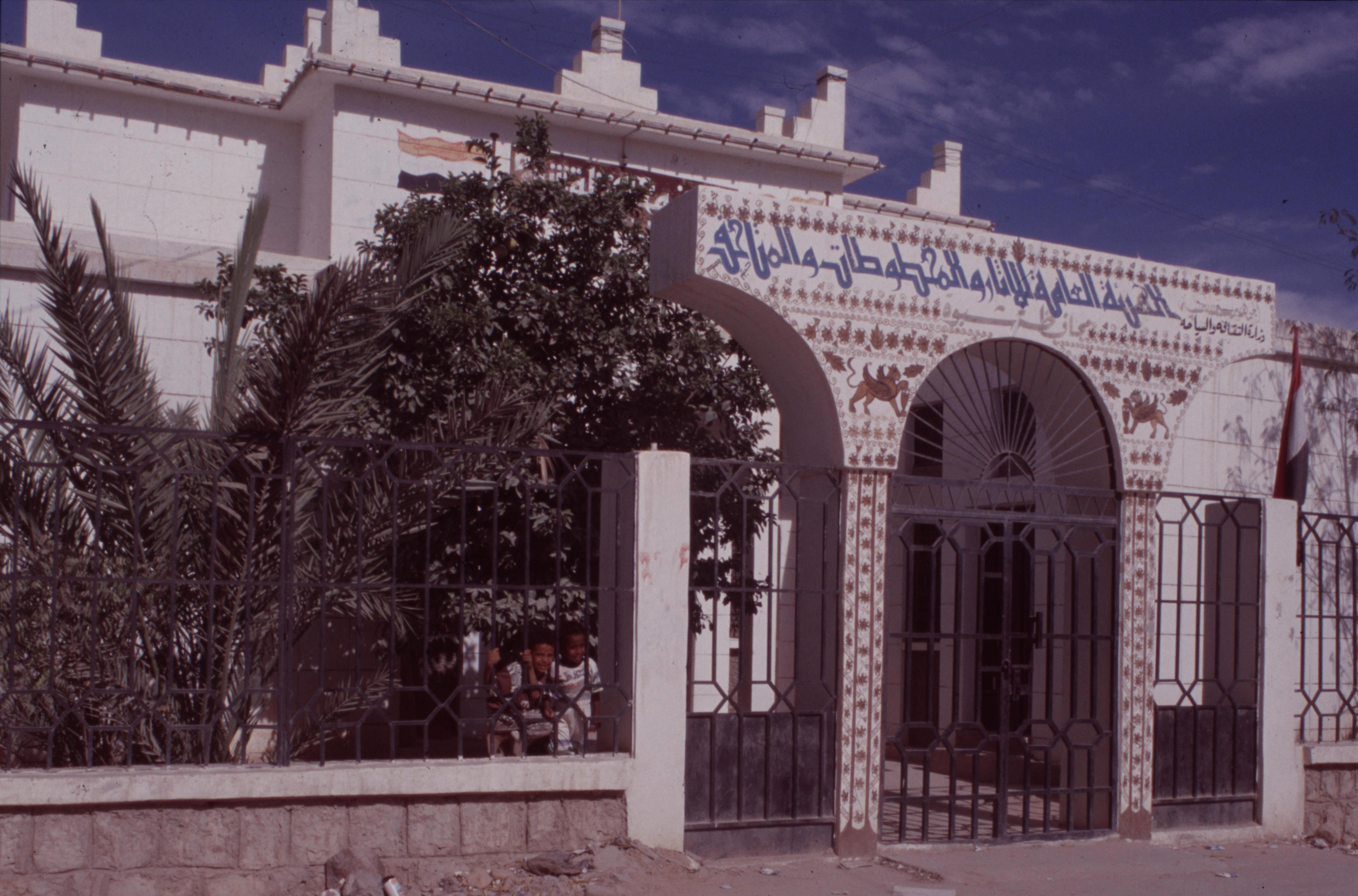
Musée d'Ataq, la capitale du gouvernorat de Shabwa
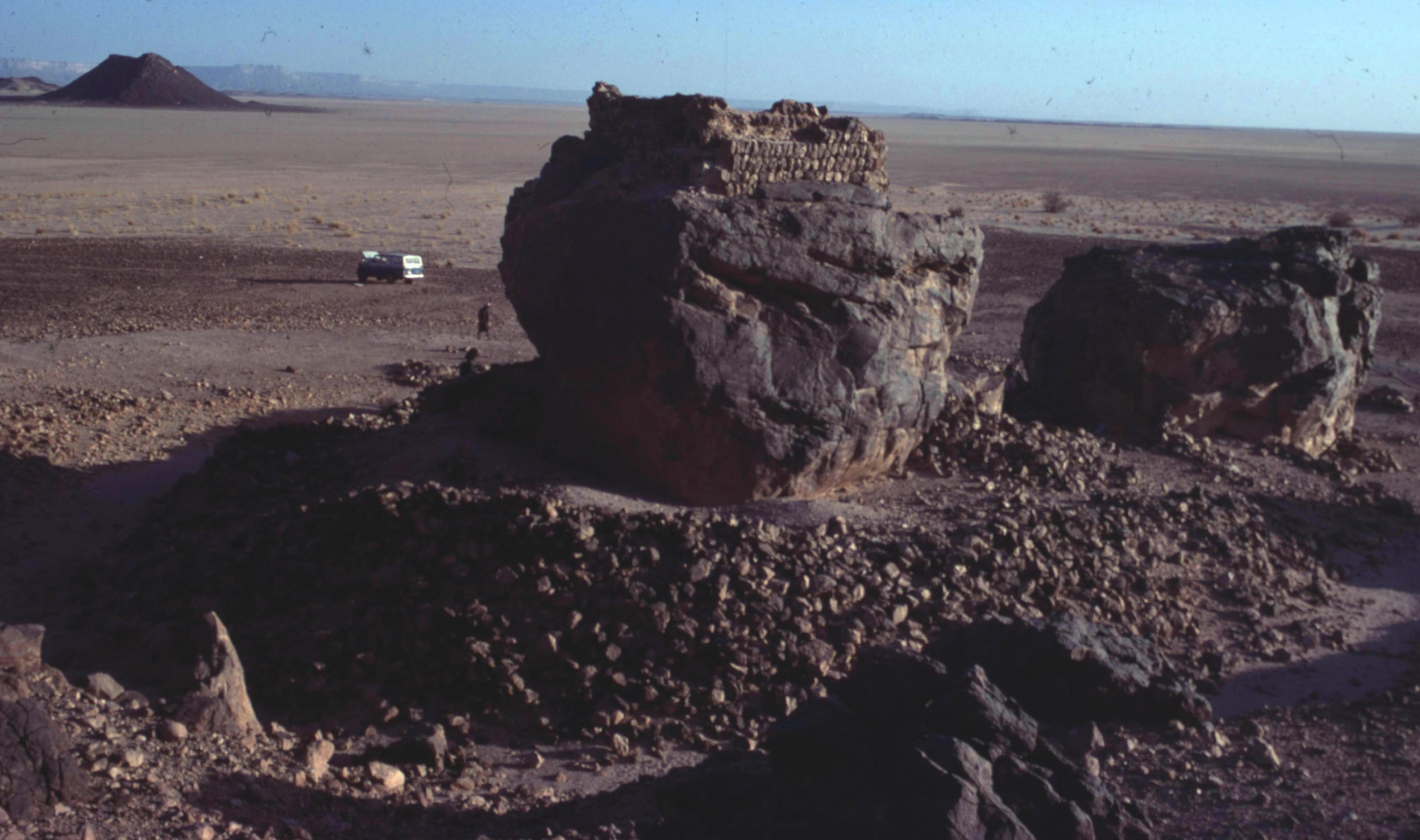
Les rochers d'al-Uqla, à 10 km à l'ouest de Shabwa, lieu d'investiture des souverains du Hadramaout.
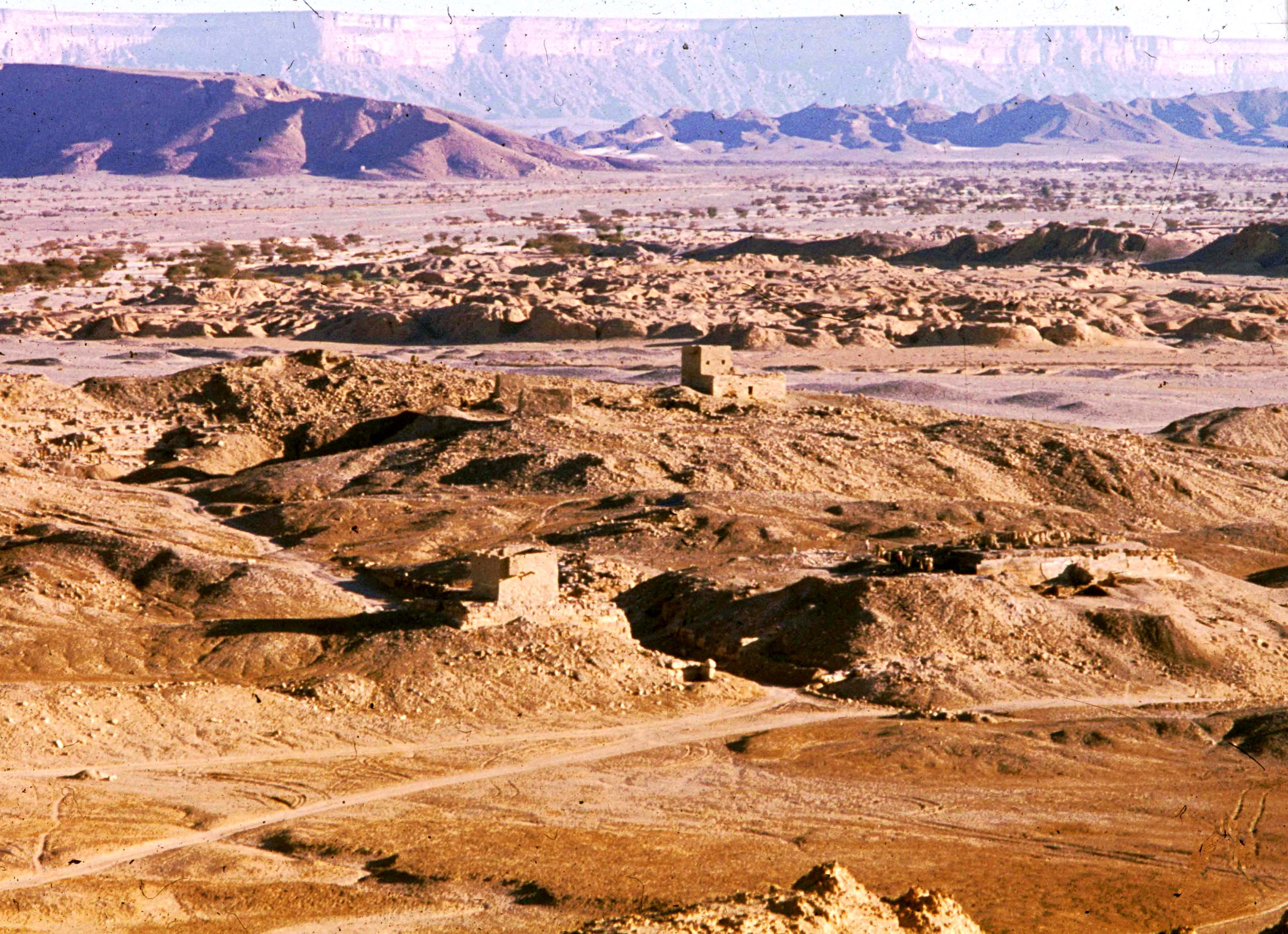
La ville antique de Shabwa, vue vers le Sud. Au centre, la porte principale dominée (à droite) par le palais royal.
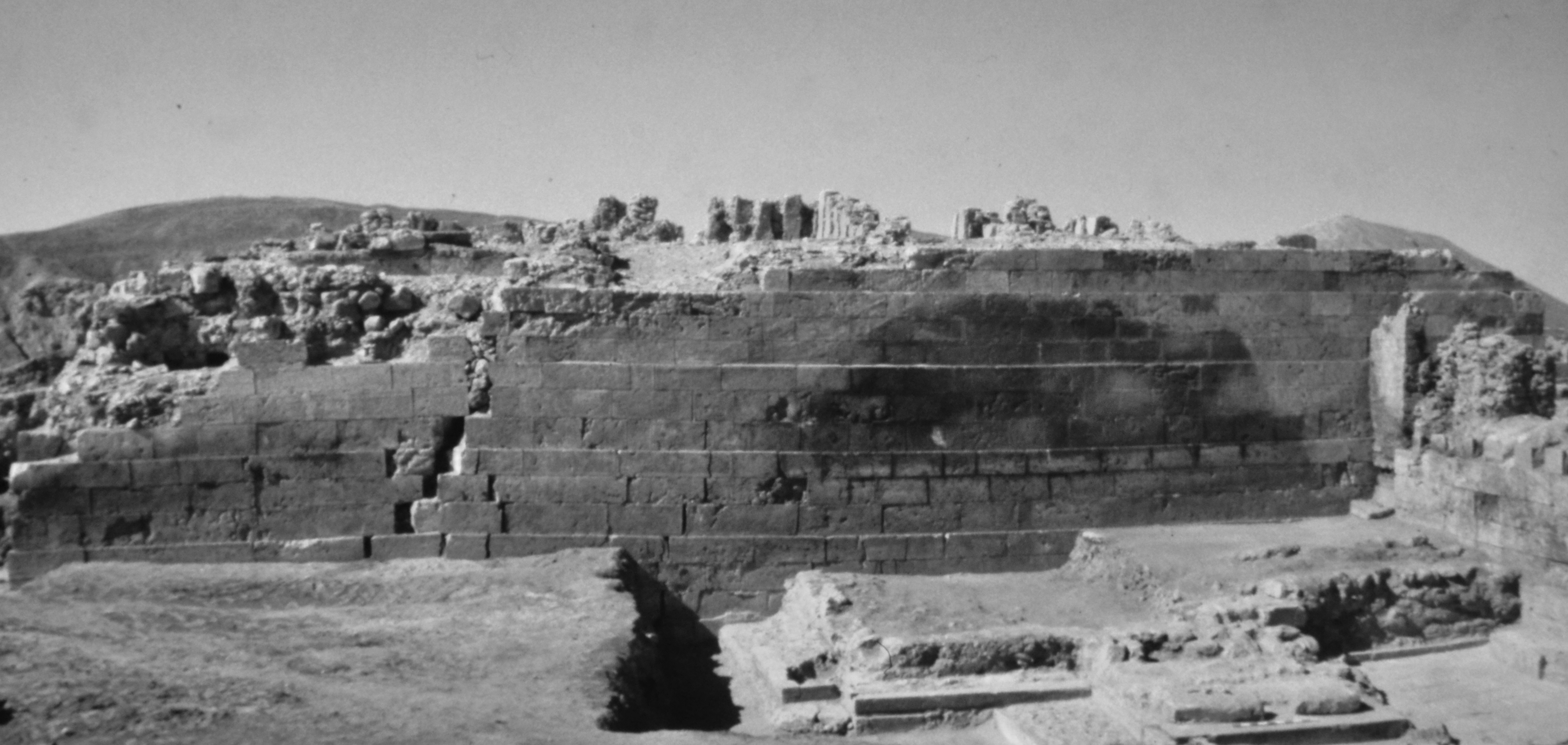
Le palais royal, façade orientale, en cours de fouille (1981).
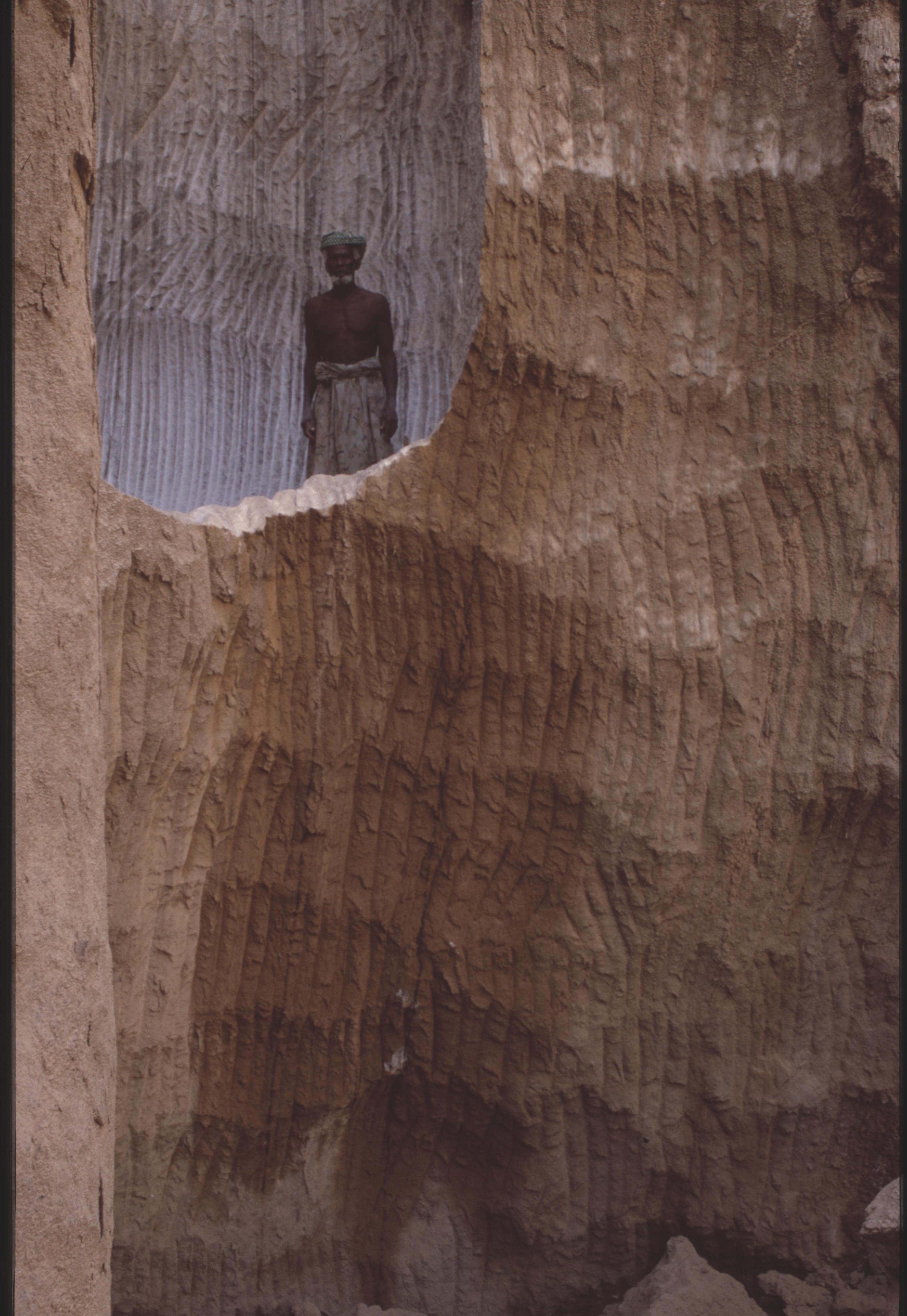
Ouvrier dans l'une des mines de sel d'al-Sabkha.
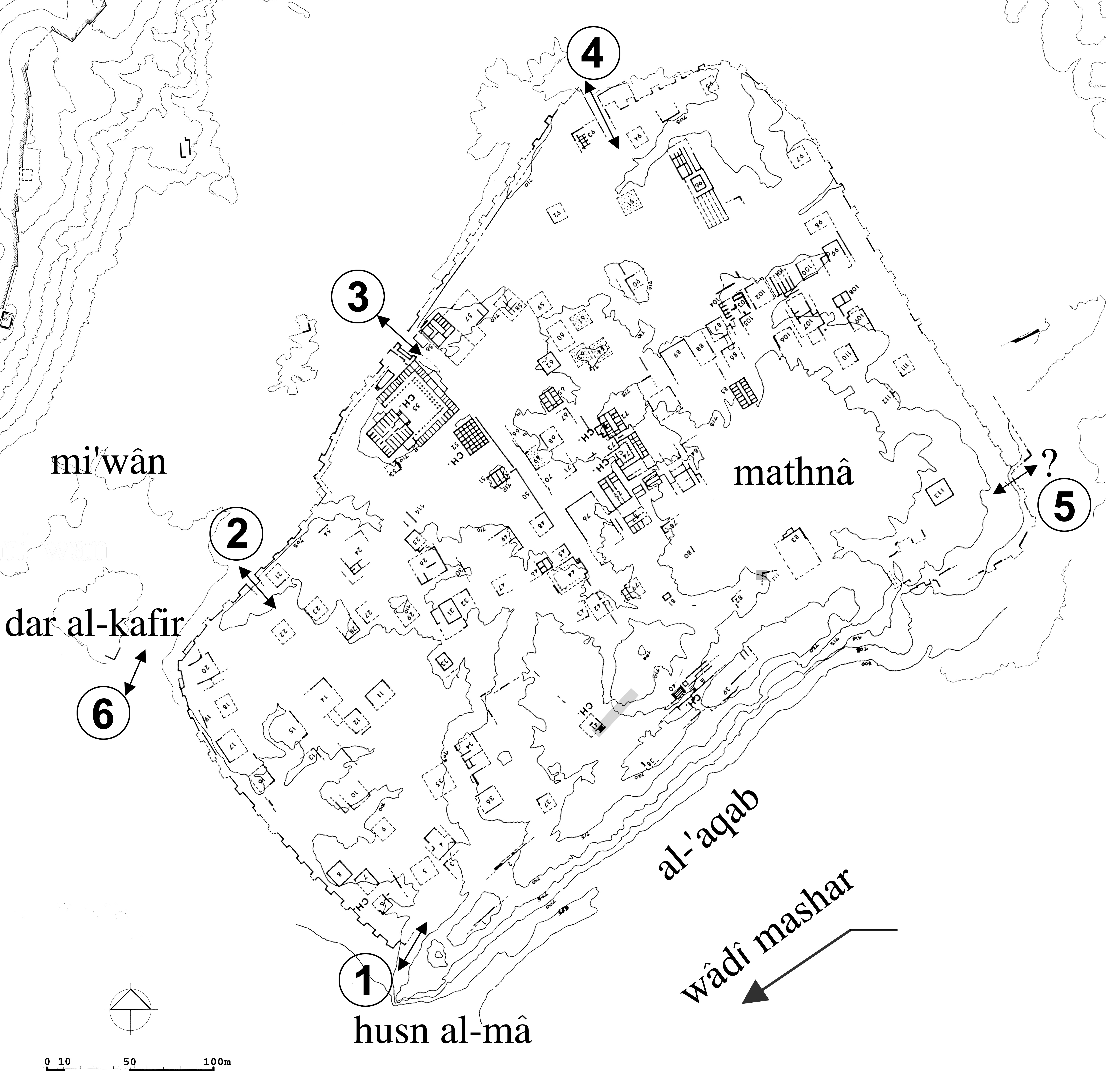
Plan général du site avec ses lignes de collines et ses murailles.